# I. ČLTK Praha (tenis)

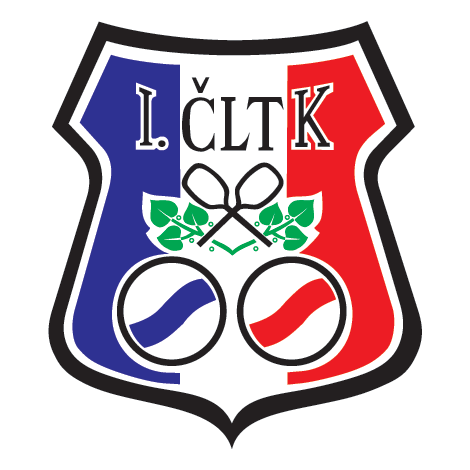
Logo I. českého lawn–tenisového klubu

I. ČLTK Praha je druhý nejstarší tenisový oddíl v České republice, který vznikl v roce 1893. V československé extralize smíšených družstev, hrané od roku 1951, získal čtrnáct titulů, naposledy v roce 1990. Jako poražený finalista skončil v mužském Poháru mistrů evropských zemí 1976. Českou extraligu pak klub ovládl v letech 2018 a 2019. Prezidentem klubu je od července 2022 Petr Šimůnek. Ve funkci vystřídal vystřídal Václava Klause, který klub vedl od roku 2011.

## Historie klubu

### 1893–1920: Rané období

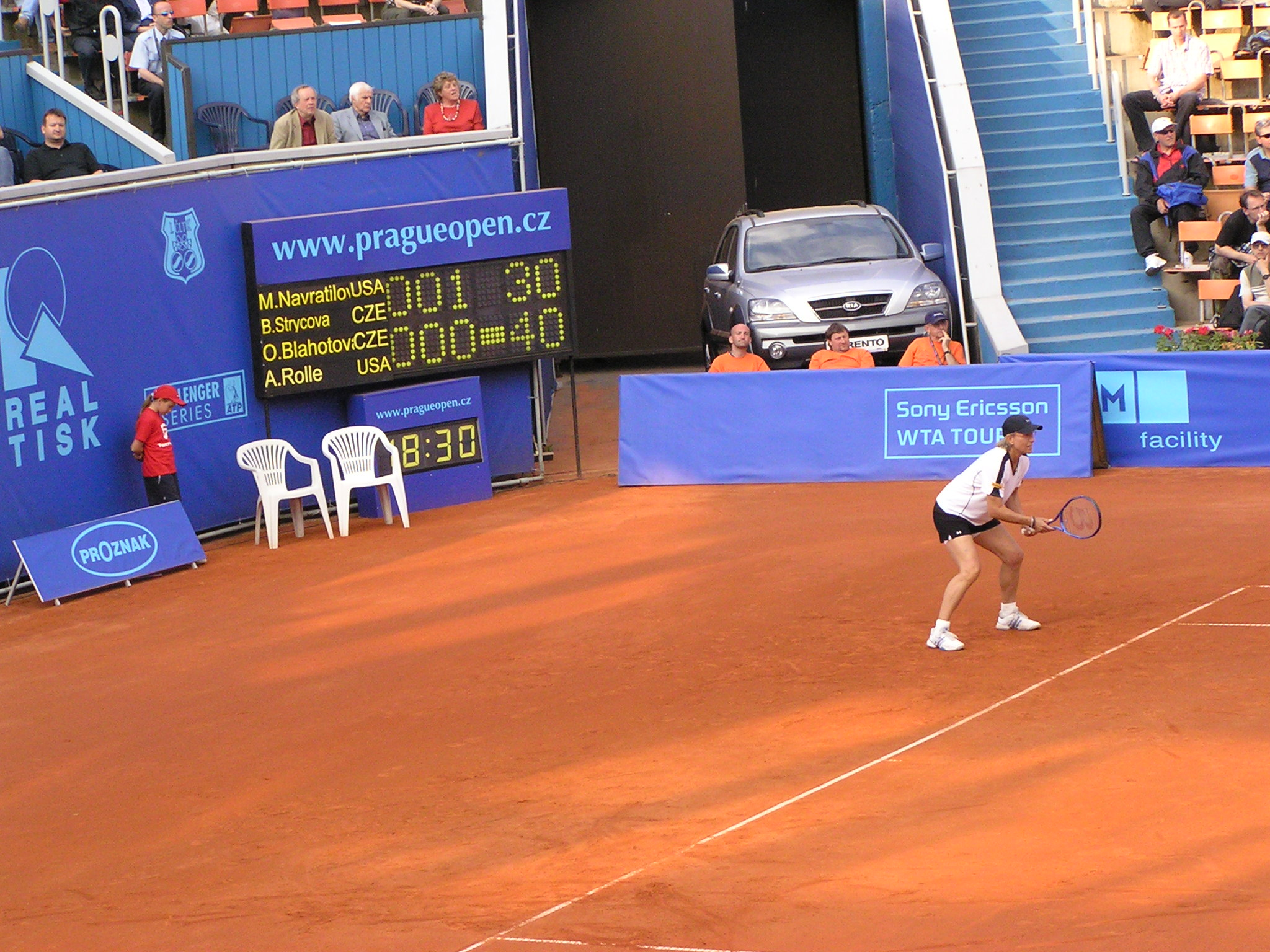
Martina Navrátilová na centrálním dvorci při turnaji ECM Prague Open 2006

Zárodkem oddílu se stal již tenisový kurt v Brandýse nad Orlicí vybudovaný roku 1890 Tyldou Rösslerovou. Klub pak vznikl v polovině roku 1893 jako I. Český lawn–tenisový klub v Praze. Svou činnost zahájil na čtyřech dvorcích na Židovském ostrově. U jeho vzniku stáli nadporučík Josef Cífka, jeho bratr hoteliér Karel Cífka a Josef Rössler-Ořovský. V roce 1894 oddíl přesídlil na Střelecký ostrov a sloučil s tehdejším klubem LTC. Na počátku roku 1895, kdy měl osmdesát členů, uskutečnil první mezinárodní turnaj Mistrovství koruny české. V roce 1896 následovala změna místa a klub se usadil poblíž Strossmayerova náměstí v Holešovicích-Bubnech. Prvním vítězem klubového turnaje se stal Josef Cífka a v roce 1900 kmenový hráč klubu Čístecký vyhrál na Tenisovém mistrovství Zemí koruny české.
Roku 1901 se oddíl přestěhoval do dnešní lokality na Štvanický ostrov, tehdy zvaný Velké Benátky. Mezi přední hráče klubu této éry patřili bratři Zdeněk Žemla a Ladislav Žemla, osminásobný šampion Zemí koruny české a čtyřnásobný mistr ČSR. Mezi lety 1894–1906 byl klub členem Anglické lawn-tennisové asociace. V roce 1906 se pak stal součástí nově založené České lawn-tenis asociace. Rekonstrukce Štvanice ukončená v roce 1927 znamenala rozšíření areálu o tři dvorce a centrální stadion s kapacitou pěti tisíc diváků. O tři roky později byla zbudována nová dřevěná klubovna dle návrhu architekta Šuly, s náklady 750 tisíc korun. Centrkurt s klubovnou byly funkční do roku 1983.
V období 1901–1906 se oddíl stal mistrem Rakouska, Uherska a Bavorska. Tenisté z I. ČLTK zastupovali České země na Olympijských mezihrách 1906 v Aténách a Letních olympijských hrách 1908 v Londýně. První placený trenér oddílu, František Buriánek, byl najat roku 1909. O dvě sezóny později zde byl Karlem Robětínem založen Pohár dorostu, jenž se stal předchůdcem Pardubické juniorky (Mistrovství ČR juniorů). Na Letní olympiádu 1912 do Stockholmu oddíl vyslal sedm tenistů. Ladislav Žemla se umístil na čtvrtém místě a získal zlatý pohár za nejkrásnější hru. Společně s J. Justem vybojovali bronzové medaile ve čtyřhře. Roku 1916 se klubovým trenérem stal profesionální mistr světa Karel Koželuh.

### 1920–1970

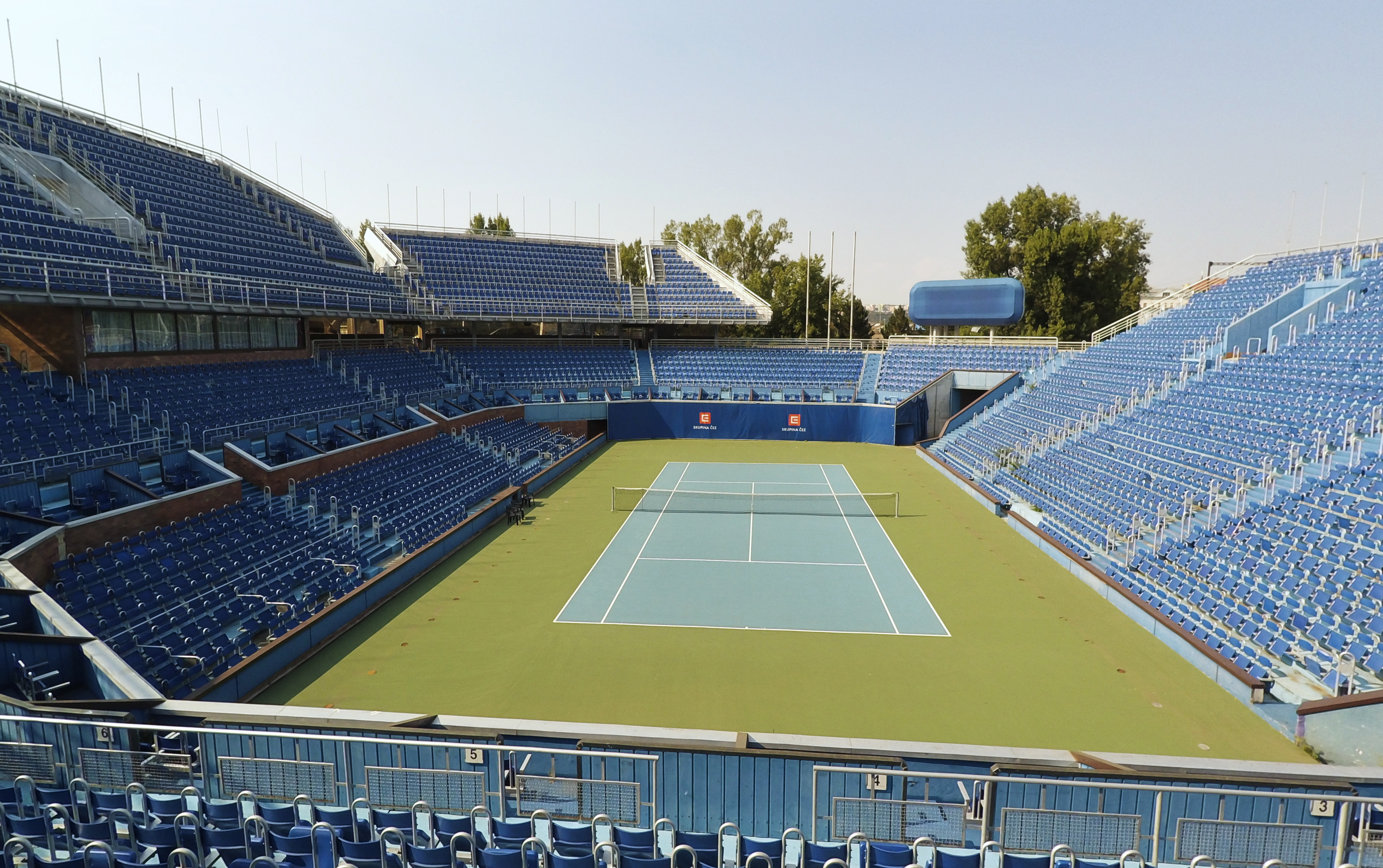
Centrální dvorec má klub v pronájmu od Českého tenisového svazu

Na prvním mistrovství Československa v tenise v roce 1920, které se konalo na domácích dvorcích na Štvanici, získali tituly hráči I. ČLTK Ladislav Žemla ve dvouhře a s J. Justem vyhrál čtyřhřu. Mezi ženami triumfovala Waffková. K prvorepublikovým členům patřili Bohuslav Hykš, Milan Matouš, Jaromír Bečka, Jiří Javorský, Ján Krajčík, Helena Štraubeová či Olga Mišková. Davisův pohár byl na štvanických dvorcích premiérově odehrán v roce 1921, kdy československé družstvo bylo v zápase proti Belgii složeno výhradně z členů klubu I. ČLTK Žemly, Ardelta a Justa. ČSR prohrálo 2:3.
Po druhé světové válce v klubu působili wimbledonský vítěz Jaroslav Drobný, který v něm hrál od čtyř let věku, nebo Vladimír Černík. Za komunistické totality se klub v roce 1949 nejdříve včlenil do Sokolu Jinonice a poté v padesátých letech do TJ Motorlet. V 60. a 70. letech oddíl reprezentovali J. Javorský, Pavel Korda, Benda, Široký, Pavel Složil, později wimbledonský vítěz Jan Kodeš a jeho sestra Vlasta Vopičková. Kodeš přišel do klubu ve třinácti letech z Dukly Karlín. Po devíti sezónách přestoupil do Sparty Praha, aby se posléze na Štvanici vrátil. V roce 1962 se členka klubu Věra Pužejová-Suková jako první československá hráčka probojovala do finále dvouhry ve Wimbledonu. V sedmdesátých letech sportovní úroveň poklesla. Někteří tenisté odešli do jiných oddílů.

### 1970–2000
V roce 1970 byl oddíl začleněn do TJ Dopravní podnik hlavního města Prahy (ČLTK Dopravní podnik Praha). Pod tímto názvem setrval až do sametové revoluce. Předsedou klubu v době normalizace byl nestraník Václav Kliment. V dané éře klub vybojoval titul mistra ČSSR 1975 a v Poháru mistrů evropských zemích 1976 obsadil 2. místo (Pikorová, Hüblerová, vopičková, Složil, Huťka, Týra, Šavrda a Jankovský), když v pařížském finále prohrál s belgickým Primerose TC. V osmdesátých letech založili členové soubor amatérského divadla Tendiv – štvanické tenisové divadlo. V souvislosti s ražbou metra pod Vltavou došlo roku 1983 k demolici starého areálu a vzniku jeho moderní podoby. Slavnostní otevření i s novým centrálním dvorcem následovalo v roce 1986 během Poháru federace. Od osmého desetiletí dvacátého století v soutěžích nastupovali Jiří Hřebec, Vojtíšek, Werner, Marcela Skuherská, Kateřina Skronská, Andrea Holíková, Milan Šrejber, Martin Střelba, David Rikl, Martin Damm, Daniel Vacek, Radka Bobková či Andrea Strnadová.
V 90. letech tenisový oddíl opět získal původní název I. ČLTK Praha.

### Od roku 2000

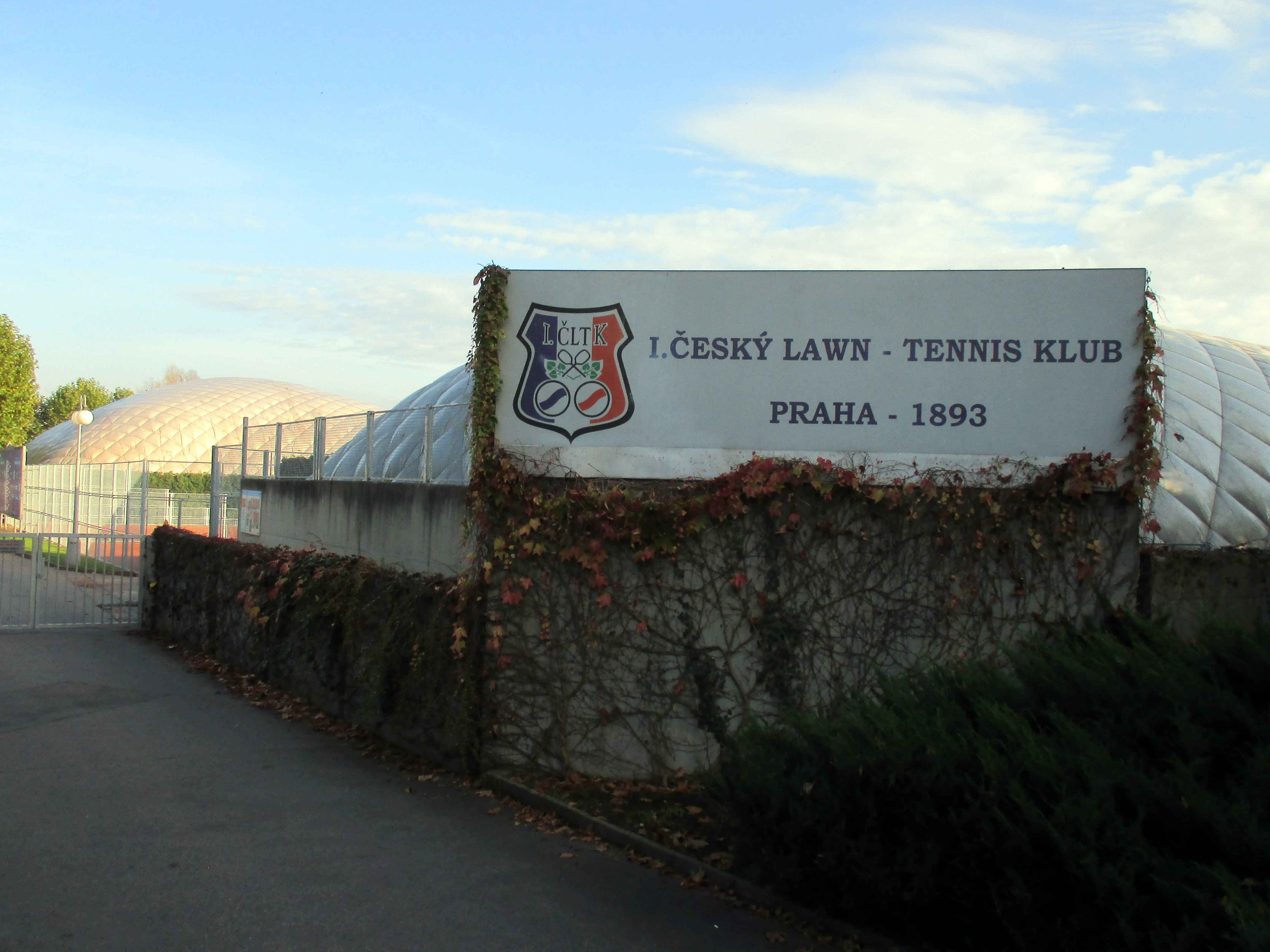
Logo I. českého lawn–tenisového klubu

Ve třetím tisíciletí klub reprezentovali Jan Mertl, Jan Hernych, sestry Kristýna a Karolína Plíškovy, Lucie Hradecká, Iveta Benešová, Jan Minář, Roman Jebavý a další. Samostatnou českou extraligu smíšených družstev klub poprvé vyhrál v roce 2018, když ve finále zdolal favorizovaný TK Agrofert Prostějov 5:4 na zápasy (vítězové Martin, Šátral, Mmoh, Staněk, Vondroušová, Martincová, Hradecká, Krajiceková). Navázal tak na československé trofeje z let 1975 a 1990. V roce 2019 klub mistrovskou trofej obhájil po finálové výhře nad TK Precheza Přerov 5:2 na zápasy, v sestavě se světovou jedenadvacítkou Muchovou, Martincovou, Hradeckou, Kližanem, Šátralem, Šafránkem a Forejtkem.
Prvním členem klubu, který vyhrál hlavní kategorii v české tenisové anketě Zlatý kanár se v roce 2023 stala Markéta Vondroušová po wimbledonském triumfu, díky jemuž ovládla i národní anketu Sportovec roku.

## Vývoj názvu klubu
- 1893–1949: I. Český lawn–tenisový klub
- 1949 – 50. léta: Sokol Jinonice
- 50. léta – 1970: SK Motorlet Praha
- 1970–1990: TJ Dopravní podnik hl. m. Prahy (ČLTK Dopravní podnik Praha)
- od 90. let: I. ČLTK Praha

## Prezidenti klubu
- Karel Cífka
- Antonín Toman
- Václav Důras
- Marian Rombald z Hochinfelsenu (do 1924)
- Adolf Solnář (1924–1928)
- Jaroslav Just (1921–1928)
- Eduard Just (1928–1929)
- Karel Robětín (1929–1938)
- Jaromír Bečka (1938–1948)
- Vladimír Štůla (1948–1956)
- Bedřich Syřínek (1957–1966)
- František Cvetler (1966–1969)
- Eduard Vít (1969–1971)
- Václav Kliment (1972–1980)
- Miroslav Nárovec (1980–1986)
- Jan Kodeš (1987–1990)
- František Stejskal (1990–2011)
- Václav Klaus (2011–2022)[5]
- Petr Šimůnek (od 2022)

## Zasloužilí členové klubu

### Čestní členové
- Markéta Vondroušová – vítězka Wimbledonu
- Václav Klaus – prezident České republiky a prezident klubu
- Jan Kodeš – vítěz Wimbledonu a French Open
- Jaroslav Drobný – vítěz Wimbledonu a French Open[11]

### Zasloužilí členové – Merited members
- Jaromír Bečka
- Pavel Benda
- Gustav Bürgermeister
- Jiří Javorský
- Ladislav Hecht
- Jiří Hřebec
- Pavel Huťka
- Václav Kliment
- Pavel Korda
- Marie Neumannová-Pinterová
- Vladislav Šavrda
- Petr Šimůnek
- Miloš Šolc
- Milan Šrejber
- Petr Štrobl
- Ladislav Týra
- Vlasta Vopičková
- Renata Wikartová
- František Stejskal
- Jana Pikorová
- Magdaléna Zemanová
- Iva Budařová-Šimůnková
- Martin Damm
- Sandra Kleinová
- Jan Hernych
- Jan Vacek
- Milan Vopička
- Lucie Hradecká
- Iveta Benešová
- David Rikl
- Jaroslav Jandus
- Daniel Vaněk
- Zdeněk Krampera
- Jiří Fencl[11]

## Tenisový areál Štvanice
Štvanice je domovským areálem I. ČLTK od roku 1901. Klub vlastní dvorce s výjimkou centrálního kurtu, který má v pronájmu od Českého tenisového svazu.

## Pořádané turnaje
Na dvorcích I. ČLTK se pravidelně pořádají turnaje v rámci tenisových okruhů. Dříve se jednalo o okruh Grand Prix, na nějž navázaly ATP Tour (Czech Open), WTA Tour a ITF.
Areál je dějištěm profesionálního turnaje Prague Open, konaného na mužském ATP Challenger Tour a v ženském okruhu ITF.